# Melanitis saipanensis
Melanitis saipanensis är en fjärilsart som beskrevs av Nakamura 1929. Melanitis saipanensis ingår i släktet Melanitis och familjen praktfjärilar. Inga underarter finns listade i Catalogue of Life.